# Katrin Cometta-Müller
Katrin Cometta-Müller (* 1. September 1975 in Bern) ist eine Schweizer Politikerin (GLP) und seit 2020 Stadträtin von Winterthur. Zuvor gehörte sie während einem Jahr dem Zürcher Kantonsrat an.
Katrin Cometta ist in Bern aufgewachsen und zog 2007 nach Winterthur. Sie studierte Staatswissenschaften mit Schwerpunkt der Internationalen Beziehungen an der Universität St. Gallen (HSG). Neun Jahre arbeitet Cometta für die Staatskanzlei des Kantons Schaffhausen, wo sie die Koordinationsstelle für Aussenbeziehungen leitete. Vier Jahre leitete sie die Abteilung Stab und Dienste der Winterthurer Non-Profit-Organisation «Läbesruum».
Katrin Cometta ist Mitglied der Grünliberalen Partei. Sie wurde 2010 in den Winterthurer Gemeinderat gewählt, dem sie bis 2019 angehörte. Als Gemeinderätin gehörte sie den Kommissionen Sicherheit und Soziales (SSK, 2010–2017) und Verselbständigung Stadtwerk (2017–2018) an, war Delegierte Regionalplanung Winterthur und Umgebung (RWU, 2016–2019) sowie Fraktionspräsidentin der Grünliberalen im Grossen Gemeinderat. Von 2019 bis 2020 vertrat sie die Partei im Zürcher Kantonsrat und präsidierte in dieser Zeit die Aufsichtskommission Bildung und Gesundheit. Am 23. August 2020 setzte sie sich in einer Ersatzwahl um den Winterthurer Stadtrat mit 12'125 zu 9'620 Stimmen gegen einen Herausforderer der FDP durch und trat daher aus dem Kantonsrat zurück. Im Stadtrat übernahm sie das Departement Sicherheit und Umwelt.
Innerhalb der Grünliberalen Partei bekleidete Cometta verschiedene Parteiämter, beispielsweise als Co-Präsidentin der Grünliberalen Frauen Zürich (2010–2017), Gründungspräsidentin der Grünliberalen Frauen Schweiz (2014–2019) sowie seit 2008 im Vorstand der Winterthurer Grünliberalen.